# Département de Concepción (Paraguay)
Pour les articles homonymes, voir Département de Concepción.
Le département de Concepción (en espagnol : Departamento de Concepción) est un des 17 départements du Paraguay. La ville principale est Concepción. Son code ISO 3166-2 est PY-1.
Le département est l'un des plus pauvres du pays.

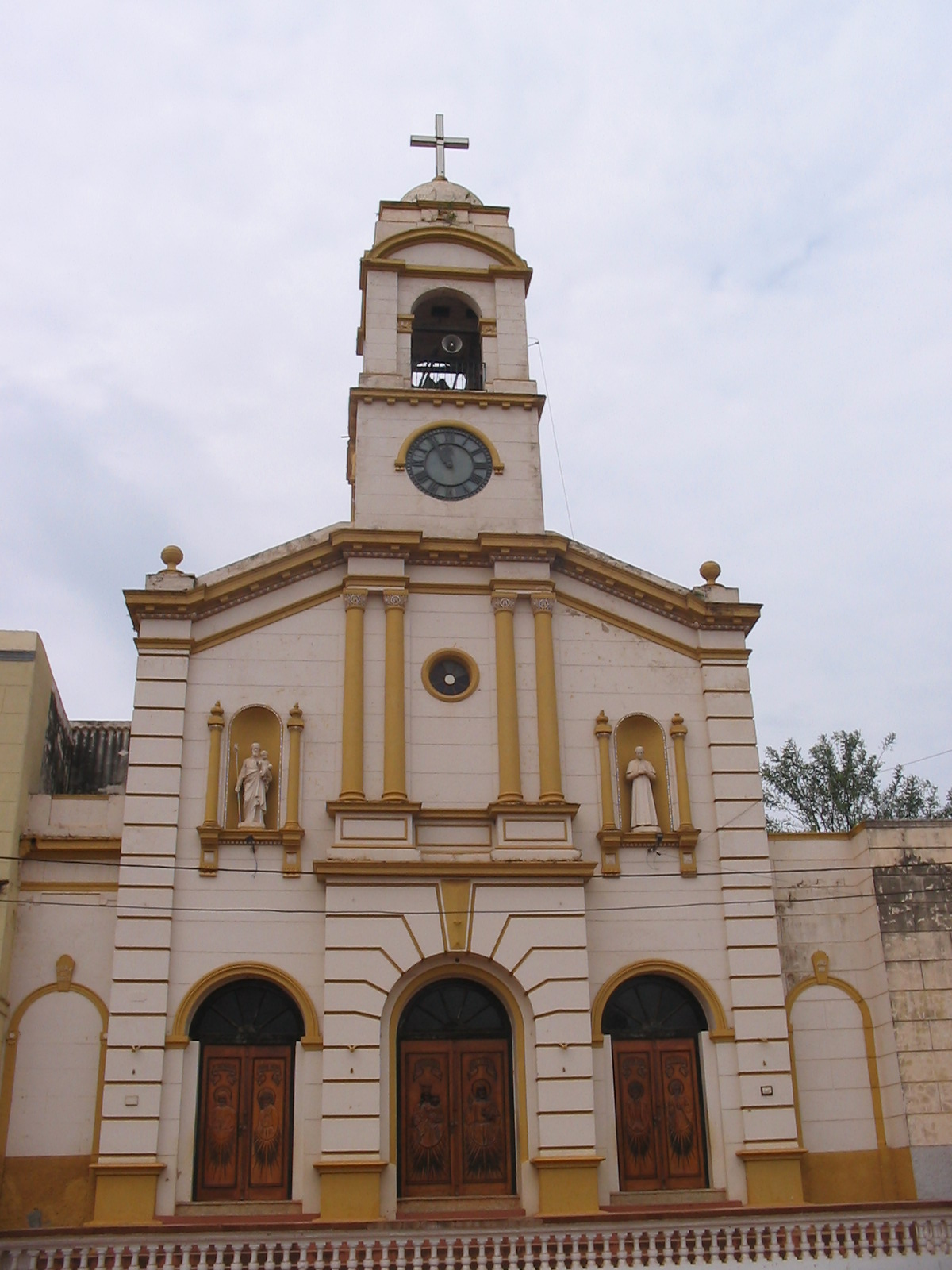
L'église principale de Concepción.

## Géographie
Le département est limitrophe :
- au nord, au Brésil, de l'État du Mato Grosso do Sul ;
- à l'est, du département d'Amambay ;
- au sud, du département de San Pedro ;
- à l'ouest, du département de Presidente Hayes ;
- au nord-ouest, du département de l'Alto Paraguay.

## Subdivisions
Le département est subdivisé en sept districts :
1. Belén
2. Concepción
3. Horqueta
4. Loreto
5. San Carlos
6. San Lázaro
7. Yby Yaù